# Anna Nelken

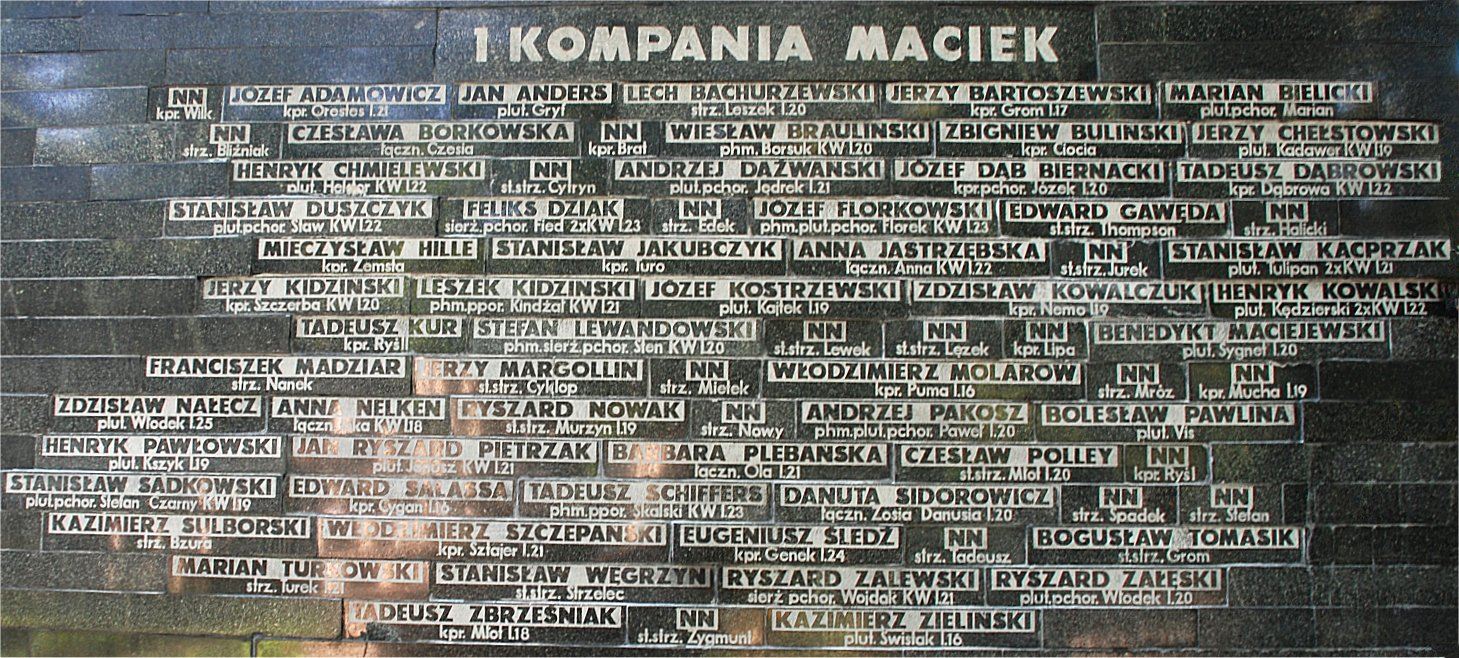
Mogiła symboliczna na Cmentarzu Wojskowym na Powązkach w Warszawie. Nazwisko Anny Nelken znajduje się w 9. rzędzie

Anna Nelken ps. „Inka” (ur. 5 maja 1926 w Warszawie, zm. 23 września 1944 tamże) – łączniczka, uczestniczka powstania warszawskiego w szeregach IV plutonu 1 kompanii „Maciek” batalionu „Zośka”.

## Życiorys
Córka Jana i Ireny z domu Borkowska.
W powstaniu uczestniczyła w walkach swojego oddziału na Woli, Starym Mieście i Czerniakowie. Po 18 września żołnierze jej oddziału dostali rozkaz przejścia w stronę Wisły. Anna Nelken pozostała z rannymi żołnierzami – Leszkiem Kidzińskim (ps. „Kindżał”, zaginął po 21 września) i „Mirkiem”. Została zamordowana 23 września 1944 przez żołnierzy niemieckich w rejonie ul. Okrąg na Czerniakowie. Miała 18 lat.
Odznaczona Krzyżem Walecznych.